# Osmoză

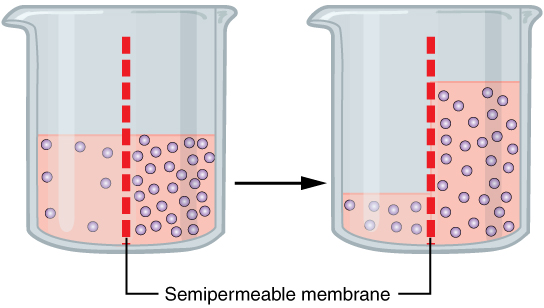
Procesul osmozei

Osmoza reprezintă difuziunea solventului (apei) printr-o membrană semipermeabilă, ca de exemplu celulele vii datorită permeabilității membranei celulare și poate fi simplă sau facilitată.
Jean-Antoine Nollet este primul care a documentat observația osmozei, în 1748. Cuvântul „osmoză” a pătruns în limba română din franceză și germană și derivă din cuvintele „endosmoză” și „exosmoză”, creație a fizicianului francez René Joachim Henri Dutrochet (1776–1847) din cuvintele grecești ένδον (endon : în, înăuntru), έξο (exo : în afară), și ωσμος (osmos : împingere, impulsie).

## Descriere cantitativă
Fenomenul este descris cantitativ din punct de vedere termodinamic prin conceptul de presiune osmotică. Presiunea osmotică depinde linear de concentrația componentului difuzabil conform formulei lui van't Hoff.